# Conus catus
Conus catus es una especie de gasterópodo del género Conus, perteneciente la familia Conidae.